# Campeonato Mundial de Atletismo de 2005 - 5000 m masculino
A competição dos 5000 metros masculino no Campeonato Mundial de Atletismo de 2005 foi realizada no Estádio Olímpico, em Helsinque, na Finlândia, entre os dias 11 a 14 de agosto de 2005.

## Recordes
Antes desta competição, os recordes mundiais e do campeonato nesta prova eram os seguintes:
| Tipo                  | Atleta          | Tempo    | Local   | Data                 |
| --------------------- | --------------- | -------- | ------- | -------------------- |
|                       | Kenenisa Bekele | 12:37.35 | Hengelo | 31 de maio de 2004   |
| Recorde do campeonato | Eliud Kipchoge  | 12:52.79 | Paris   | 31 de agosto de 2003 |

## Medalhistas
| Ouro                | Prata                | Bronze              |
| Benjamin Limo (KEN) | Sileshi Sihine (ETH) | Craig Mottram (AUS) |

## Calendário
Todos os horários estão no horário local (UTC+2)
| Data         | Horário | Fase          |
| ------------ | ------- | ------------- |
| 11 de agosto | 18:30   | Eliminatórias |
| 14 de agosto | 20:20   | Final         |

## Resultados

### Eliminatórias
Qualificação: Os 4 primeiros de cada bateria (Q) e os 7 melhores tempos (q) avançam para as finais.
Bateria 1
| Pos. | Atleta                    | Nacionalidade  | Tempo    | Notas                |
| ---- | ------------------------- | -------------- | -------- | -------------------- |
| 1    | Isaac Kiprono Songok      | Quênia         | 13:20.36 | Q                    |
| 2    | Tariku Bekele             | Etiópia        | 13:20.66 | Q                    |
| 3    | John Kemboi Kibowen       | Quênia         | 13:21.08 | Q                    |
| 4    | Dejene Berhanu            | Etiópia        | 13:21.20 | Q                    |
| 5    | James Kwalia              | Catar          | 13:21.36 | q                    |
| 6    | Zersenay Tadese           | Eritreia       | 13:22.36 | q                    |
| 7    | Boniface Toroitich Kiprop | Quênia         | 13:22.44 | q                    |
| 8    | Wilson Kipkemei Busienei  | Uganda         | 13:25.36 | Recorde da temporada |
| 9    | Alberto García            | Espanha        | 13:25.44 |                      |
| 10   | Ian Dobson                | Estados Unidos | 13:27.16 |                      |
| 11   | Hicham Bellani            | Marrocos       | 13:29.44 |                      |
| 12   | Alejandro Suárez          | México         | 13:31.63 | Recorde da temporada |
| 13   | Serhiy Lebid              | Ucrânia        | 13:43.50 |                      |
| 14   | Reid Coolsaet             | Canadá         | 13:53.15 |                      |
| 15   | Roberto García            | Espanha        | 13:59.50 |                      |
| 16   | Ryan Hall                 | Estados Unidos | 13:59.86 |                      |
| 17   | Eduardo Buenavista        | Filipinas      | 14:24.90 |                      |
| 18   | Michael Sanchez           | Gibraltar      | 15:34.82 |                      |
| 19   | Mohammed Mostafa          | Palestina      | 15:37.04 |                      |

Bateria 2
| Pos.               | Atleta               | Nacionalidade  | Tempo    | Notas |
| ------------------ | -------------------- | -------------- | -------- | ----- |
| 1                  | Eliud Kipchoge       | Quênia         | 13:12.86 | Q     |
| 2                  | Craig Mottram        | Austrália      | 13:12.93 | Q     |
| 3                  | Sileshi Sihine       | Etiópia        | 13:13.04 | Q     |
| 4                  | Ali Saïdi-Sief       | Argélia        | 13:13.50 | Q     |
| 5                  | Benjamin Limo        | Quênia         | 13:14.30 | q     |
| 6                  | Fabiano Joseph       | Tanzânia       | 13:18.18 | q     |
| 7                  | Moukheld Al-Outaibi  | Arábia Saudita | 13:20.06 | q     |
| 8                  | Marius Bakken        | Noruega        | 13:22.00 | q     |
| 9                  | Mohammed Mourhit     | Bélgica        | 13:22.87 |       |
| 10                 | Samson Kiflemariam   | Eritreia       | 13:31.05 |       |
| 11                 | Essa Ismail Rashed   | Catar          | 13:31.73 |       |
| 12                 | Moses Ndiema Kipsiro | Uganda         | 13:32.25 |       |
| 13                 | Tim Broe             | Estados Unidos | 13:51.17 |       |
| 14                 | Thiha Aung           | Myanmar        | 14:33.69 |       |
| 15                 | Francis Khanje       | Malawi         | 14:51.49 |       |
|                    | Jesús España         | Espanha        |          | DSQ   |
|                    | Abderrahim Goumri    | Marrocos       |          | DNS   |
| Mohammed Amyn      | Marrocos             |                |          | DNS   |
| Günther Weidlinger | Áustria              |                |          | DNS   |

### Final
A final ocorreu dia 14 de agosto às 20:20.
| Pos.              | Atleta                    | Nacionalidade  | Tempo    | Notas |
| ----------------- | ------------------------- | -------------- | -------- | ----- |
| Medalha de ouro   | Benjamin Limo             | Quênia         | 13:32.55 |       |
| Medalha de prata  | Sileshi Sihine            | Etiópia        | 13:32.81 |       |
| Medalha de bronze | Craig Mottram             | Austrália      | 13:32.96 |       |
| 4                 | Eliud Kipchoge            | Quênia         | 13:33.04 |       |
| 5                 | Ali Saïdi-Sief            | Argélia        | 13:33.25 |       |
| 6                 | John Kemboi Kibowen       | Quênia         | 13:33.77 |       |
| 7                 | Tariku Bekele             | Etiópia        | 13:34.76 |       |
| 8                 | Dejene Berhanu            | Etiópia        | 13:34.98 |       |
| 9                 | Moukheld Al-Outaibi       | Arábia Saudita | 13:35.29 |       |
| 10                | Isaac Kiprono Songok      | Quênia         | 13:37.10 |       |
| 11                | Boniface Toroitich Kiprop | Quênia         | 13:37.73 |       |
| 12                | Marius Bakken             | Noruega        | 13:38.63 |       |
| 13                | James Kwalia              | Catar          | 13:38.90 |       |
| 14                | Zersenay Tadese           | Eritreia       | 13:40.27 |       |
| 15                | Fabiano Joseph            | Tanzânia       | 13:42.50 |       |

Legenda
| Recorde mundial       | Recorde mundial (World record)               |                       | Recorde africano                      | Recorde africano (African) |                                           | Q | Classificado por posição (Qualified) |
| Recorde do campeonato | Recorde do campeonato (Championship record)  | Recorde da América    | Recorde da América (Americas)         | q                          | Classificado por melhor tempo (Qualified) |   |                                      |
| Melhor marca do ano   | Melhor marca do ano (World leading)          | Recorde asiático      | Recorde asiático (Asian)              | DNS                        | Não largou (Did not start)                |   |                                      |
| Recorde nacional      | Recorde nacional (National record)           | Recorde europeu       | Recorde europeu (European)            | DNF                        | Não terminou (Did not finish)             |   |                                      |
| Recorde pessoal       | Recorde pessoal do atleta (Personal best)    | Recorde da Oceania    | Recorde da Oceania (Oceania)          | DSQ / DQ                   | Desclassificado (Disqualified)            |   |                                      |
| Recorde da temporada  | Recorde da temporada do atleta (Season best) | Recorde sul-americano | Recorde sul-americano (South America) | NM                         | Sem marca (No mark)                       |   |                                      |